# ريو إييدا
ريو إييدا (باليابانية: 飯田 涼) (مواليد 5 نوفمبر 1993)، هو لاعب كرة قدم ياباني سابق كان يلعب كلاعب وسط.

## وصلات خارجية
- ريو إييدا على موقع رابطة كرة القدم اليابانية للمحترفين (اليابانية)
- ريو إييدا على موقع Soccerway.com (الإنجليزية)